# Вирус Сендай
Вирус Сендай, или вирус парагриппа мышей, или вирус парагриппа 1 (лат. Murine respirovirus, ранее Sendai virus), — вид вирусов из семейства парамиксовирусов. Вирус является цитоплазматическим. Его геном, который представлен однонитевой нефрагментированной (-)РНК длиной 15 384 нуклеотидов, реплицируется в цитоплазме. Вирионы имеют сферическую форму размером 150—250 нм. Вирус Сендай вызывает легко передающуюся инфекцию дыхательных путей у мышей, хомяков, морских свинок и крыс. Случаи инфекционных заболеваний, вызванные этим вирусом у человека, кошек, собак или сельскохозяйственных животных, не зарегистрированы. Вирус Сендай широко распространен в природе и встречается в мышиных колониях по всему миру .

## Структура вириона
Вирус Сендай является оболочечным вирусом: внешний слой представлен липидной оболочкой, в которой находятся: гликопротеин Гемагглютинин-Нейроминидаза (HN) с двумя ферментативными активностями (гемагглютинирующей и нейраминидазной), которые необходимы для адсорбции вируса на поверхности клетки-хозяина. Гликопротеин HN является мощным индуктором интерферона 1-го типа. В липидной оболочке вируса также находится белок слияния (F), который тоже является гликопротеином и обеспечивает проникновение вируса в клетки-хозяева после вирусной адсорбции. Белок F- производится в клетке в неактивной форме, однако, за счет протеаз, производимых клетками хозяевами, он расщепляется и превращается в биологически активную форму. Под липидной мембраной расположен матриксный белок (M), он формирует внутренний слой оболочки вируса. Вирус также содержит геномную РНК в комплексе с тремя белками, а именно Нуклеопротеином (NP), Фосфопротеином (P) и Полимеразой (L).

## Структура генома
Геном вируса Сендай представляет собой несегментированную РНК отрицательной полярности длиной 15384 нуклеотида и содержит некодирующие 3-штрих и 5-штрих области длиной около 50 нуклеотидов. Они являются цис-элементами, необходимыми для репликации (как и у других респировирусов из семейства Paramyxoviridae). Последовательность генов вируса Сендай выглядит следующим образом: три штрих-N-P-M-F-HN-L-пять штрих. Эти гены кодируют соответственно белок нуклеокапсида (N), малую субъединицу РНК-полимеразы или фосфопротеин (P), матриксный белок (M), белок слияния (F), гемагглютинин-нейраминидазу (HN) и большую субъединицу РНК-полимеразы (L). Дополнительные белки, которые часто называют неструктурными или вспомогательными белками, закодированы в альтернативных рамках считывания гена Р.  Матричная РНК вируса Сендай P/C содержит пять участков инициации рибосом между позициями 81 и 201 с 5-штрих конца. Один из этих сайтов находится в открытой рамке считывания белка P, тогда как четыре других представляют собой вложенный набор белков C (C-штрих, C, Y1, Y2). Вирус Сендай использует рибосомное шунтирование для экспрессии белков Y1 и Y2, которые инициируются соответственно на четвёртом и пятом старт-кодонах P/C мРНК. В таких P/C мРНК также закодированы дополнительные белки. Два из них, V и W, являются продуктами редактирования мРНК в кодоне 317 (котранскрипционно добавляются соответственно один или два гуаниловых нуклеотида). Третий – Х-белок – представляет собой C-концевые 95 аминокислот белка Р. Его синтез инициируется рибосомами независимо. Все эти белки являются неструктурными и выполняют несколько функций, включая организацию синтеза вирусной РНК и помощь в избегании врождённого иммунитета хозяина. Также было обнаружено, что белок C способствует почкованию вирусных частиц, а небольшие количества белка C связаны с вирусным капсидом.

## Клеточное сливание (образование синцития)
Одной из интересных особенностей вируса Сендай является способность индуцировать образование синцитиев (многоядерных клеточных образований) в природных условиях и в клеточных культурах. Некоторые представители парамиксовирусов, включая вирус Сендай, выработали механизм распространения инфекции путем слияния инфицированных и неинфицированных клеток. При таком распространении инфекции вирус избегает нейтрализующих антител организма хозяина. Механизм этого процесса достаточно хорошо изучен, он похож на процесс слияния, используемый вирионом для проникновения в клетку. Функционирование двух вирусных гликопротеинов HN и F необходимо для обеспечения прохождения этого процесса. Свойство вируса Сендай сливать мембраны клеток с образованием синцития было использовано учеными для производства гибридом и моноклональных антител. Авторами изобретения являются Жорж Кёлер и Сесар Мильштейн. Они опубликовали соответствующую статью в 1975 году, а в 1984 году за свое изобретение они получили Нобелевскую премию по физиологии и медицине. С тех пор были найдены более эффективные методы создания клеточных гибридов, однако первые гибридомы были получены с помощью вируса Сендай.

## Применение

### Использование в производстве лейкоцитарного интерферона
Вирус Сендай обладает свойством индуцировать продукцию интерферона альфа в лейкоцитах животных и человека. Это свойство вируса используется для промышленного производства интерферона из лейкоцитов, полученных из донорской крови. Предложение о таком использовании вируса и экспериментальное доказательство такой возможности было сделано в научной работе Кари Кантелла опубликованной в 1981 году.Лейкоцитарный интерферон является лекарственным препаратом.

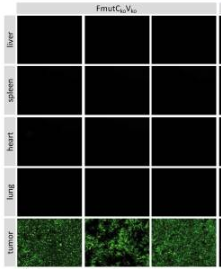
Специфическое размножение вируса Сендай в опухолевых клетках

### Потенциальное использование вируса как онколитического агента
Одним из преимуществ вируса Сендай как потенциального онколитического агента является его безопасность. Несмотря на то, что вирус, в течение десятилетий, широко использовался в лабораторных исследованиях во всем мире, он никогда не провоцировал заболеваний у человека. Более того, вирус Сендай, в процессе клинических испытаний, после закапывания в нос взрослым и детям, не вызывал существенных побочных эффектов, но иммунизировал испытуемых к вирусу человеческого парагриппа 1-го типа. Это связано с тем, что вирус Сендай и вирус человеческого парагриппа 1 вызывают образование перекрестных антител. Ряд работ, проведенных в Японии, показал, что видоизмененный генно-инженерными методами, вирус Сендай может интенсивно распространяться в опухолевых клетках и уничтожать их, не затрагивая окружающие их нормальные клетки. Онколитическое действие вируса приводило к подавлению роста опухолей, состоящих из клеток человека у лабораторных животных. Новообразования на которые воздействовал вирус Сендай включают опухоли образованные клетками фибросаркомы, рака толстой кишки, поджелудочной железы и мозга. Также было показано, что рекомбинантный вирус Сендай с высокой эффективностью уничтожает опухоли меланомы, нейробластомы, плоскоклеточного рака, рака печени и простаты. Кроме того, после инактивации ультрафиолетом, при внутриопухолевом введении, вирус Сендай часто оказывал иммуностимулирующее действие. Это действие помогало вирусу подавлять рост опухолей у модельных животных, включая, рак толстой кишки, мочевого пузыря, почки и простаты. Описаны полные и частичные ремиссии опухолей тучных клеток (мастоцитом) у собак вызванные исключительно введением немодифицированного вируса Сендай. Кратковременная ремиссия после внутривенной инъекции живого вируса Сендай была описана у пациента с острой лейкемией в США в 1964 году. Подробно механизмы противоракового действия вируса Сендай описаны в обзорной работе под названием "Механизмы онколитического действия парамиксовируса Сендай".

### Применение вируса Сендай в качестве вектора
Вирус Сендай известен научному сообществу более 60 лет. Почти все это время он активно использовался как модельный патоген в молекулярно-биологических исследованиях. За последние три десятилетия интерес ученых был сфокусирован на этом вирусе как векторе для создания разнообразного набора генно-инженерных конструктов, включая конструкты для доставки трансгенов в клетку. За счет того, что репликация вируса происходит исключительно в цитоплазме, риск генетической интеграции вирусного генома в геном хозяина отсутствует, такая интеграция является проблемой для многих других вирусных векторов.

#### Добавление, удаление и модификация генов
Рекомбинантные варианты вируса Сендай были созданы путем удаления некоторых вирусных генов таких как белок сливания, матриксный белок и белок геммагглютинин-нейраминидазы так и путем введения в вирусный геном новых генов. Вирусные конструкты так же создавались и путем модифиции в геноме вируса коротких участков ДНК. Например, был модифицирован фрагмент ДНК, кодирующий вирусный белок сливания (F). Белок сливания представляет собой мембранный гликопротеин типа I, который синтезируется в качестве неактивного предшественника (F0). Этот предшественник должен активироваться протеолитическим расщеплением по остатку аргинина-116. После расщепления предшественник F0 дает две дисульфид-связанные субъединицы F1 и F2. В некоторых генно-инженерных экспериментах сайт протеолитического расщепления F0 изменяли, что приводило к тому, что изменялся набор протеаз-клетки хозяина которые были способны разрезать и активировать F0. В результате, менялась тропность вируса. Он мог размножаться только в тех клетках, которые экспрессировали соответствующие протеазы.

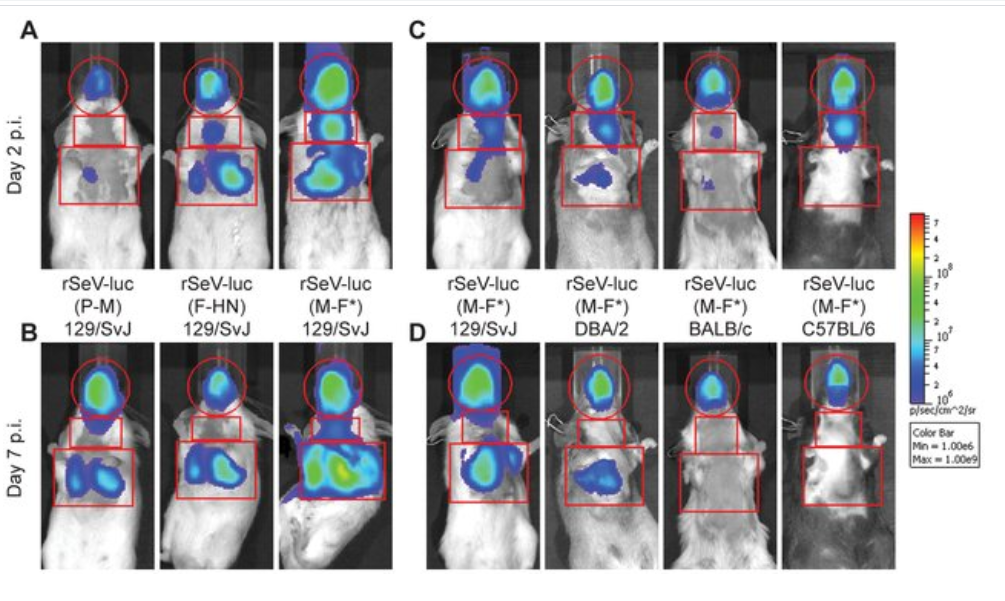
Неинвазивная визуализация вирусной инфекции

#### Визуализация вирусной инфекции в клетке и в организме
Для того чтобы наблюдать за инфекцией и распространением вируса Сендай прямо, непосредственно у живого животного был создан набор различных рекомбинантных конструктов. Они позволяют изучать как динамику распространения вируса, так и его исчезновения в процессе выздоровления животного. Некоторые конструкты были созданы для экспрессии зелёного флуоресцентного белка (GFP). Один из них, rSeV-GFP4, доступен коммерчески и имеется в продаже. Некоторые другие конструкты были созданы для экспрессии красного флуоресцентного белка RFP. Кроме того, были созданы конструкты для экспрессии гена люциферазы.

#### Перепрограммирование виндуцированные стволовые клетки (иСК)
Одним из вариантов применения векторных конструктов на основе вируса Сендай является перепрограммирование соматических клеток в иСК. Полученные перепрограммированные клетки в конечном счете не экспрессируют трансгены. Система для такого перепрограммирования доступна для приобретения от ThermoFisher Scientific как CTS CytoTune-iPS 2.1 Sendai Reprogramming Kit, каталожный номер: A34546 .

#### Применение вируса Сендай в качестве вектора для создания вакцины
Вирус Сендай имеет несколько особенностей, которые необходимы для векторной системы, на основе которой может быть создана эффективная вакцина: вирус не интегрируется в геном хозяина, он не подвергается генетической рекомбинации и он реплицируется только в цитоплазме без промежуточных генетических продуктов в ядре клетки. Вирус Сендай, как и все другие представители семейства парамиксовирусов эволюционирует очень медленно и генетически стабилен. Геном вируса чрезвычайно похож на геном вируса парагриппа человека 1 (Human Para-influenza Virus −1 (HPIV-1)), и оба вируса имеют общие антигенные детерминанты. В качестве вакцины для иммунизации против HPIV-1 вирус Сендай дикого типа использовался в клинических испытаниях с участием как взрослых, так и детей. Вирус закапывали испытуемым в нос в дозах в диапазоне от 5 × 105 до 5 × 107 50 % инфекционной эмбриональной дозы. Такого рода вакцинация приводила к выработке нейтрализующих антител к вирусу парагриппа человека 1 и не вызывала каких-либо ощутимых побочных эффектов. На основании этих испытаний можно заключить, что вирус Сендай безопасен для людей.
На основе вектора вируса Сендай разрабатывается вакцина против СПИДа. Эта разработка достигла второй фазы клинических испытаний. Большинство людей в детстве переболевают вирусом парагриппа 1, поэтому они во взрослом состоянии обычно имеют антитела к HPIV-1. Поскольку антитела к вирусу Сендай, перекрестны с антителами к HPIV-1, то они присутствуют у большинства людей, однако при этом не имеют высокого титра. Исследование, которое было опубликовано в 2011 году, продемонстрировало, что нейтрализующие антитела к вирусу Сендай (которые образовались в результате перенесенной HPIV-1 инфекции) могут быть обнаружены у 92,5 % людей во всем мире со средним титром EC50 60,6 и значениями в диапазоне от 5,9 до 11,324. Однако ученые считают, что эти антитела не должны помешать выработке иммунного ответа против вируса иммунодефицита. Такой вывод делается на основании исследования, в котором вакцина, созданная на основе вируса Сендай (SeV), проверялась на способность вызывать формирование специфического к вирусу иммунодефицита Т-клеточного ответа, даже если у организма уже есть антитела против самого вируса Сендай. Такие антитела теоретически могут снижать эффективность вакцин. В исследовании использовали макак-резусов, которых вакцинировали рекомбинантным вектором SeV дважды с перерывом более года. Оказалось, что даже после второй вакцинации, когда у макак уже были антитела против SeV, организм всё равно вырабатывал Т-клетки, которые могли бороться с вирусом. Это означает, что даже если в организме есть антитела против вируса-вектора, вакцинация может быть эффективной и вызывать нужный иммунный ответ. Хотя, следует отметить, что некоторые исследователи все таки предлагают первую вакцинацию (праймирование иммунного ответа) и вторую (бустирование иммунного ответа) делать вакцинами на основе разных векторных конструкций. Подробно о преимуществах вируса Сендай как вакцинного вектора для возможной вакцины против коронавируса SARS-CoV-2 можно прочитать в работе «Обзор технологий для создания вакцин против бетакоронавирусов и вирус Сендай как возможный вакцинный вектор» которая была опубликована в журнале «Молекулярная Биология».